# Pablo Soler Frost
Pablo Soler Frost (Ciudad de México, 7 de octubre de 1965) es un novelista, ensayista, traductor, dramaturgo, cuentista, guionista y dibujante mexicano. Ha traducido al español varios trabajos y poemas por Shakespeare, Walpole, Walter Scott, Shelley, John Henry Newman, Joseph Conrad, Robert Helada, Rainer M. Rilke, Theodor Daübler y Joanna Walsh.
En 1987 fue galardonado con el Premio Nacional a la Juventud, otorgado por el gobierno mexicano. En 2009 ganó el Premio Bellas Artes de Narrativa Colima, entregado por el Instituto Nacional de Bellas Artes. En varias ocasiones ha sido miembro del Sistema Nacional de Creadores de Arte.
Son bien conocidas sus contribuciones literarias a artistas de renombre internacional como Gabriel Orozco y Anish Kapoor.

## Biografía
Hijo de los prestigiosos académicos y traductores Martí Soler y Elsa Cecilia Frost, Pablo Soler Frost nació en Tlalpan, Ciudad de México. Desde niño se interesó por coleccionar cosas, como es notable en su vasta obra literaria, que va de los insectos y los fósiles a las leyendas del cine. Sus mentores más importantes han sido Salvador Elizondo y Hugo Hiriart.
Egresado de El Colegio de México en 1992 con una tesis sobre El símbolo y rol político en las relaciones internacionales, Pablo Soler Frost es reconocido como uno de los escritores más importantes de México.
Usualmente publica sobre literatura y cultura en inglesa, alemana y mexicana en revistas como Conspiratio, Ixtus, Letras Libres, Líneas de fuga, Nexos, Revista de la Universidad de México, La Tempestad, entre otros. También colabora en diarios como El Universal, Reforma y La Jornada. 
Ha sido invitado como ponente en México, EE. UU., Argentina, Costa Rica, Japón, Australia, Canadá, Noruega, Dinamarca y Gran Bretaña.

## Obra

### Novela
- De batallas México, SEP/Crea, 1984.

- Legión (Xalapa, Universidad Veracruzana, 1991 (2ª. edición, México, Conaculta, 2006; 3ª. edición, México, Conaculta, 2008; 4ª. edición, México, [991 (2ª. edición, México, Conacul Nieve de Chamoy], 2018)).

- La mano derecha (México, Joaquín Mortiz, 1993 (2ª. edición, México, Conaculta, 2008)).

- Malebolge (México, Tusquets, 2001).

- Edén (México, Editorial Jus, 2003).

- 1767 (México, Joaquín Mortiz, 2004 (2ª. edición, 2005)).

- Yerba americana (México, Era, 2008).

- La soldadesca ebria del emperador (México, Editorial Jus, 2010).

- Vampiros aztecas (México, Taller Ditoria, 2015).
- Europa y los faunos (Penguin Random House, 2018).

### Ensayo
- Apuntes para una historia de la cabeza de Goya luego de su muerte, (Tlalpan, Editorial Otumba, 1996).

- Oriente de los insectos mexicanos (México, UNAM, 1996; 2ª. edición de Aldus, 2001; reedición de Zopilote Rey en 2019).

- Cartas de Tepoztlán (México, Era, 1997 (2ª. reimpresión, Era, 2000)).

- Acerca de «El Señor de los Anillos» (México, Libros del Umbral, 2001).

- Adivina o te devoro. El enigma de los símbolos (México, Fondo de Cultura Económica, 2013).
- Grietas. Acerca de las murallas (México,Turner, 2019).

### Cuento
- El sitio de Bagdad y otras aventuras del Doctor Greene (México, Ediciones Heliópolis, 1994).

- Birmania (México, Libros del Umbral, 1999).

- El misterio de los tigres (México, Era, 2002).

- Santiago Tlatelolco (México, más Alto Ditoria, 2015).

### Poesía
- La doble águila (México, UAM, 1997).

### Traducción
- Joseph Conrad, Acerca de la pérdida del Titánico (México, Libros del Umbral, 1998).

- Horacio Walpole. Acerca del gusto moderno en la jardinería (México, Libros del Umbral, 1998).

- Joseph Conrad. Polonia y Rusia (México, Libros del Umbral, 1999).

- Walter Scott. Faros.Viaje alrededor de Escocia en 1814 (México, Libros del Umbral, 2001).

- John Henry Newman. Acerca de la idea de la universidad (México, Libros del Umbral, 2002).